# Financiamento climático no Suriname

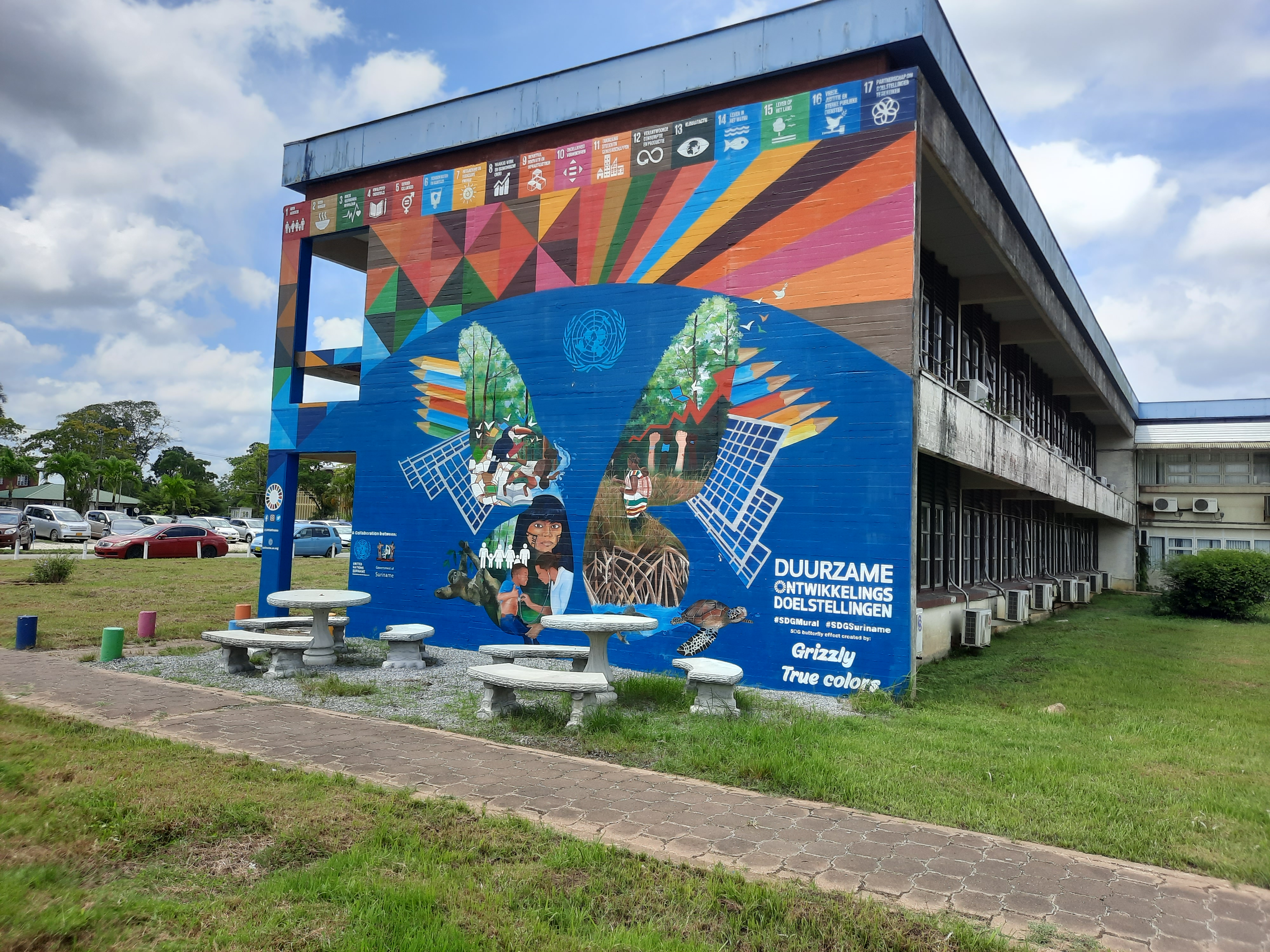
Mural dos Objetivos de Desenvolvimento Sustentável na Universidade Anton de Kom, em Paramaribo

O financiamento climático no Suriname reúne os recursos financeiros para adaptação e mitigação das mudanças climáticas no país, que possui uma das maiores coberturas florestais do mundo.:939 O desenvolvimento sustentável é um grande desafio para o Suriname, já que a sua economia é muito dependente da exploração de recursos naturais e a maioria de suas exportações vêm da indústria mineral, principalmente ouro e petróleo.:19
Devido às mudanças climáticas, o Suriname deve passar por alterações significativas em seus padrões de precipitação, com secas severas e eventos de chuvas intensas, combinados com o aumento do nível do mar. Ambas consequências são extremamente preocupantes para o país, que já sofreu enchentes que desabrigaram 25 mil pessoas e secas que causaram grande inseguridade alimentar e escassez de água potável para comunidades ribeirinhas.
Apesar de comunicar dificuldade em acessar recursos para monitorar e colocar em prática suas metas da Agenda 2030, o Governo do Suriname se compromete incondicionalmente em ter 35% de sua matriz energética composta por energias renováveis em 2030 e aumentar o percentual de áreas protegidas de florestas e zonas úmidas para, no mínimo, 17% do território.:12,15

## Contexto climático e vulnerabilidades

Mapa da classificação climática do Suriname segundo Köppen-Geiger. O clima do país pode ser dividido em equatorial e de monção

Considerado o menor país da América do Sul, o Suriname possui dois tipos de climas segundo a classificação climática de Köppen-Geiger: clima equatorial e clima de monção. Apesar de sua área de 163.820 km², o país abriga cerca de 1402 espécies de vertebrados aquáticos e 1139 de vertebrados terrestres em um território com 94% de cobertura amazônica, temperaturas médias que variam entre 25 °C e 28 °C durante o ano e índices de precipitação de 1.500 mm nas áreas costeiras e 3.000 mm nas demais regiões, atingindo 2.200 mm de média anual.:939:4-5

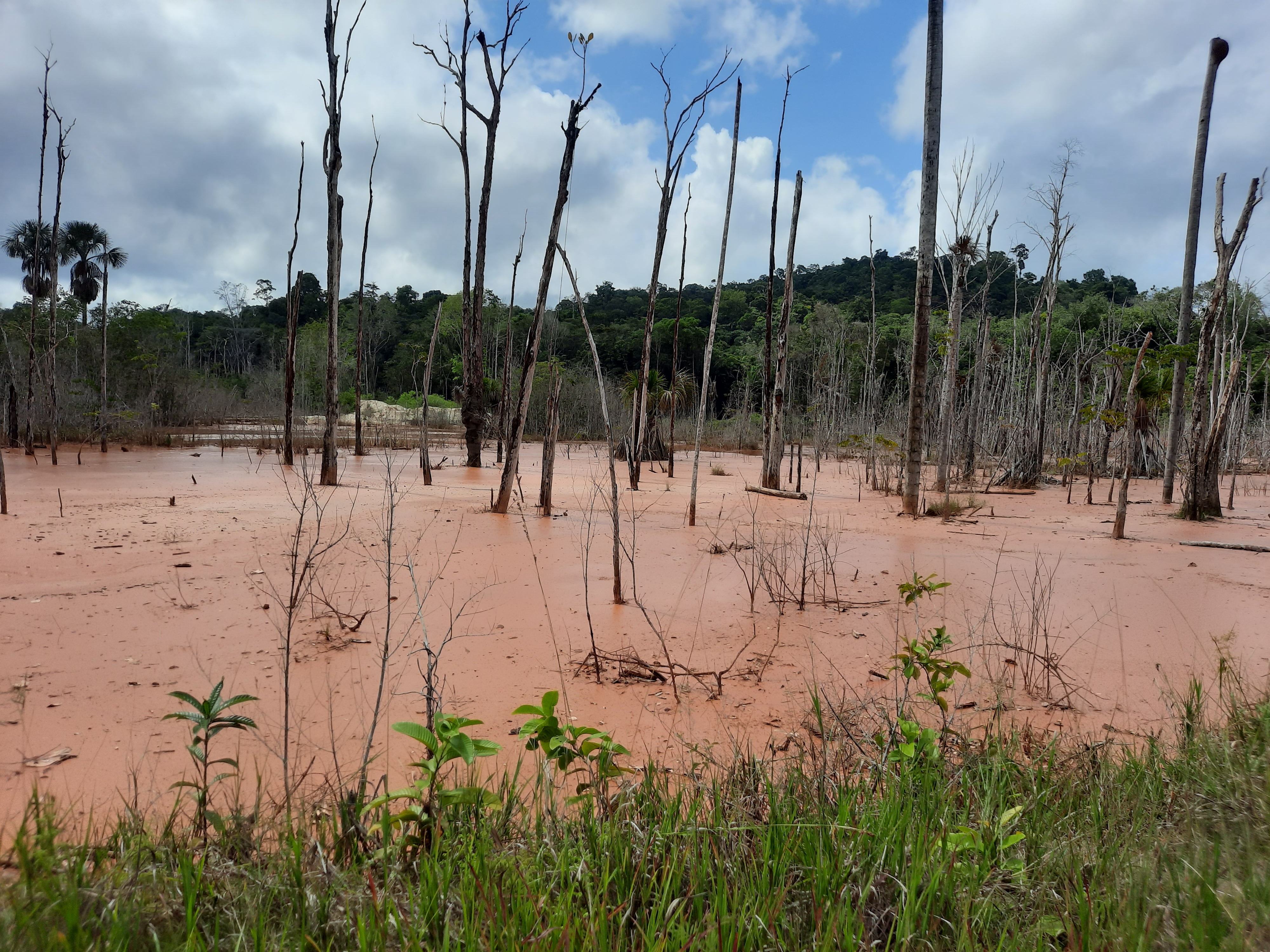
Poluição ambiental causada por atividade mineira próximo a Brownsweg

O crescimento econômico do Suriname está fortemente ligado ao uso de seus recursos naturais, uma vez que boa parte das exportações do país vêm da agricultura e da indústria mineral, principalmente ouro e petróleo.:19:5 Consequentemente, essas atividades são as principais responsáveis por perda de cobertura florestal na região, correspondendo a 103 mil dos 281,43 mil hectares desmatados entre 2001 e 2024.
A crise climática no Suriname também ameaça os manguezais, bioma costeiro altamente vulnerável ao aumento do nível do mar e com grande potencial de reduzir os danos causados por tempestades e prevenir a erosão costeira.:538 Além do aumento do nível do mar, o país, que já tem um alto índice de precipitação anual, é dos mais vulneráveis a enchentes, segundo o Banco Mundial. Em 2006, o Suriname sofreu uma de suas maiores enchentes, que inundou cerca de 30 mil km² e desabrigou mais de 25 mil pessoas.
Em contrapartida, o país também é extremamente vulnerável à seca, como visto em janeiro de 2025, em que um período prolongado de seca afetou as atividades de cerca de 52 comunidades ribeirinhas, prejudicando o transporte, abastecimento de água potável e gerando inseguridade alimentar. Tempestades e níveis de precipitação muito baixos ou muito elevados também são agravados pela influência dos fenômenos La Niña e El Niño na região.

## Marcos legais e institucionais
Segundo dados do Observatório Parlamentar de Mudanças Climáticas e Transição Justa da ONU, o Suriname não possui uma Legislação Marco de Mudança Climática, mas possui 23 leis vigentes em 2025 para questões ambientais em diferentes setores.
A Constituição do Suriname prevê, em seu 6º artigo, a criação e melhoria de condições de proteção e preservação do meio ambiente. É a partir deste objetivo estatal que o país desenvolveu outras leis e decretos que servem como norte para o equilíbrio ecológico.:34-35 Dentre essas, a Lei de Gestão Florestal de 1992 (Wet Bosbeheer S.B. 1992 no. 80), que conecta o país a mecanismos externos como o REDD+, uma vez que regulamenta a conservação e uso de florestas.:21
O conceito de finanças sustentáveis é um dos oito objetivos do Plano de Ação Nacional para a Biodiversidade (National Biodiversity Action Plan ou NBAP), publicado em 2013. O NBAP divide o financiamento em incidental, baseado em projetos e prazos específicos, e contínuo, com uma geração de fluxo de caixa constante.:10, 74
Como uma das nações a se comprometer com o Acordo de Paris, o Suriname tem a sua Contribuição Nacionalmente Determinada (CND) como guia para investimentos em projetos que visem a mitigação ou adaptação às mudanças climáticas. A segunda CND do país foi entregue em 2020 e possui metas para o período de 2020 a 2030.:1 As medidas de adaptação são detalhas no Plano Nacional de Adaptação, publicado também em 2020, com a identificação e acesso a fontes de financiamento entre as seis prioridades nacionais.:67
No mesmo ano, o Suriname sancionou a sua Lei-Quadro do Meio Ambiente (Milieu Raamwet), um dos marcos legislativos previstos na CND do país. A Lei foi alterada em 2024, com adição de seções que tratam especificamente de fundos, orçamentos e relatórios financeiros.
O órgão nacional responsável por comunicar à ONU e aos fundos locais e internacionais as prioridades em financiamento climático é o Ministério de Planejamento Espacial e Meio Ambiente (Ruimtelijke Ordening en Milieu), que atua como a Autoridade Nacional Designada do Suriname.:19 Em 2024, o Suriname divulgou a criação da Autoridade Nacional do Meio Ambiente (Nationale Milieu Autoriteit ou NMA), prevista desde 2020 para atuar como Ponto Focal Nacional da UNFCCC.:15

## Fontes de financiamento

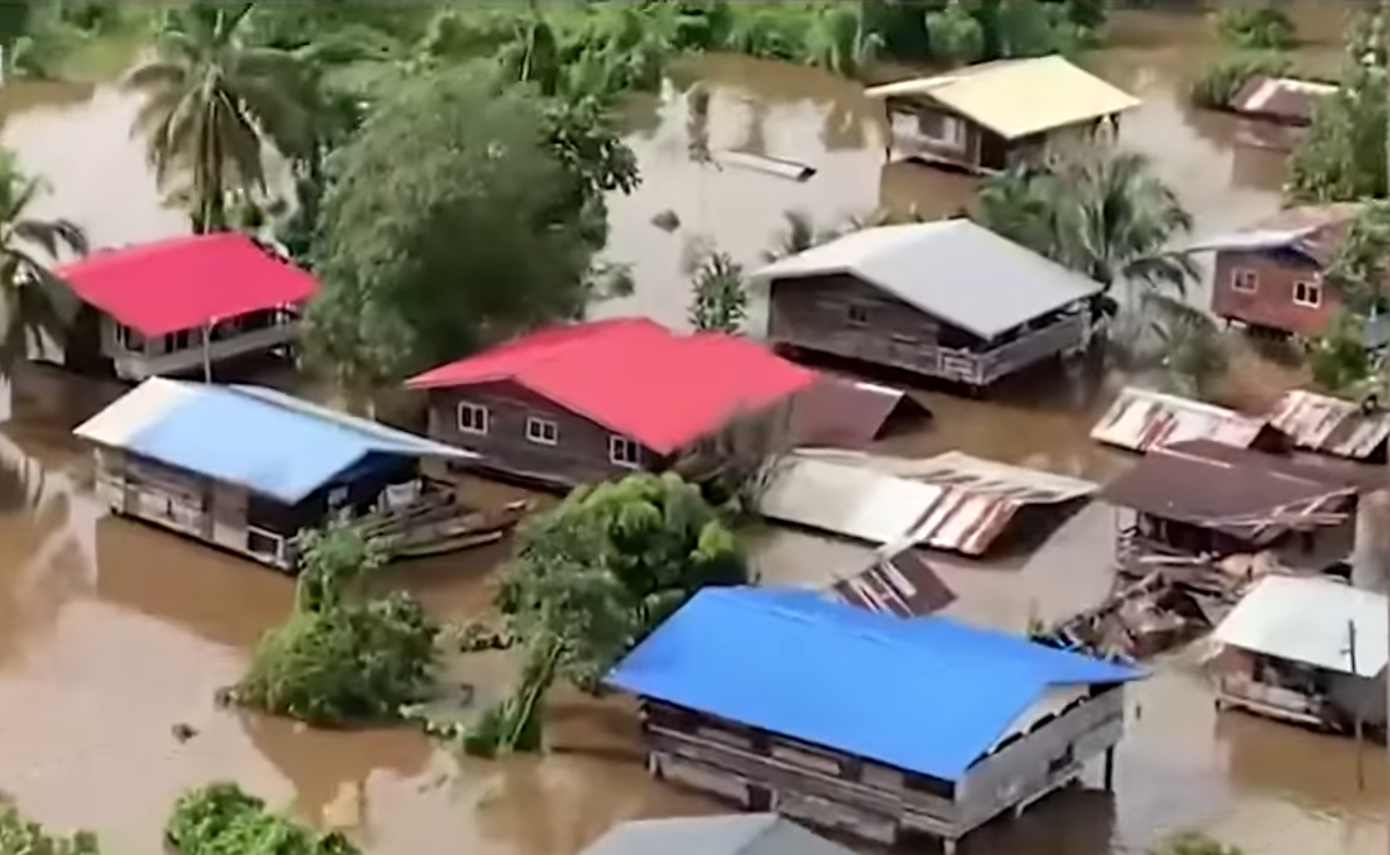
Vista área da região afetada pelas enchentes de 2022